# SB/DV 17a, b, c, d sorozat
| SB/DV 17a, b, c, d KsOd I BBÖ 103 sorozat BBÖ 403 sorozat BBÖ 503 sorozat BBÖ 603 ČSD 253.1 sorozat SHS / JDŽ 103 sorozat DSA / MÁV 226 sorozat FS 542 sorozat | SB/DV 17a, b, c, d KsOd I BBÖ 103 sorozat BBÖ 403 sorozat BBÖ 503 sorozat BBÖ 603 ČSD 253.1 sorozat SHS / JDŽ 103 sorozat DSA / MÁV 226 sorozat FS 542 sorozat | SB/DV 17a, b, c, d KsOd I BBÖ 103 sorozat BBÖ 403 sorozat BBÖ 503 sorozat BBÖ 603 ČSD 253.1 sorozat SHS / JDŽ 103 sorozat DSA / MÁV 226 sorozat FS 542 sorozat | SB/DV 17a, b, c, d KsOd I BBÖ 103 sorozat BBÖ 403 sorozat BBÖ 503 sorozat BBÖ 603 ČSD 253.1 sorozat SHS / JDŽ 103 sorozat DSA / MÁV 226 sorozat FS 542 sorozat | SB/DV 17a, b, c, d KsOd I BBÖ 103 sorozat BBÖ 403 sorozat BBÖ 503 sorozat BBÖ 603 ČSD 253.1 sorozat SHS / JDŽ 103 sorozat DSA / MÁV 226 sorozat FS 542 sorozat |
| --- | --- | --- | --- | --- |
| SB/Dv 17a 33 | | | | |
| | SB 17a | SB 17b BBÖ 103 | SB 17c BBÖ 403 BBÖ 503 | SB 17d BBÖ 603 |
| Jelleg: | 2'B-n2 | 2'B-n2 | 2'B-n2 | 2'B-n2 |
| Hengerátmérő: | 425 mm | 425 mm | 425 mm | 460 mm |
| Dugattyúlöket: | 600 mm | 600 mm | 600 mm | 650 mm |
| Hajtókerék-átmérő: | 1720 mm | 1740 mm | 1740 mm | 1820 mm |
| Futókerékátmérő: | n.a. | n.a. | 970 mm | n.a. |
| Merev tengelytávolság: | 2200 mm | 2200 mm | 2200 mm | 2200 mm |
| Ösztengelytávolság: | n.a. | n.a. | 6230 mm | n.a. |
| Tengelytávolság szerkocsival: | n.a. | n.a. | n.a. | n.a. |
| Gőznyomás: | 10,5 kg/cm² | 11,0 kg/cm² | 13,0 kg/cm² | 12,0 kg/cm² |
| Rostélyfelület: | 2,0 m² | 2,0 m² | 2,33 m² | 2,6 m² |
| Sugárzó fűtőfelület: | n.a. | n.a. | 8.57 m² | n.a. |
| Tűzcsövek száma: | n.a. | n.a. | 191 | n.a. |
| Füstcsövek száma: | – | – | – | – |
| Forrfelület: | 115,5 m² | 108,0 m² | 131,5 m² | 140,0 m² |
| Túlhevíőfelület: | – | – | – | – |
| Üres tömeg: | n.a. | n.a. | 42,62 t | n.a. |
| Szolgálati tömeg: | 43,2 t | 43,2 t | 47,72 t | 47,7 t |
| Tapadási tömeg: | 25,3 t | 26,5 t | 28,0 t | 28,0 t |
| Ütközők közötti hossz: | n.a. | n.a. | 9,176 m | n.a. |
| Hosszúság szerkocsival: | n.a. | n.a. | n.a. | n.a. |
| Magasság: | n.a. | n.a. | 4,550 m | n.a. |
| Teljesítmény: | 500 LE | 500 LE | 610 LE | 680 LE |
| Legnagyobb sebesség: | 80 km/h | 90 km/h | 90 km/h | n.a. |

Az SB/DV 17a, SB/DV 17b, SB/DV 17c és SB/DV 17d a Déli Vasút szerkocsis gyorsvonati gőzmozdonysorozatai voltak. Egyes példányai a Duna–Száva–Adria Vasútnál (DSA) is tovább szolgáltak, és e vasút állami kezelésbe vételével a mozdonyok a MÁV-hoz kerültek, ahol a 226 sorozatjelet kapták.

## Története

### DV (SB) 17a sorozat
1881-ben a Déli Vasút növelni kényszerült gyorsvonati mozdonyparkját. 1882-ben a floridsdorfi mozdonygyárban megrendelt tíz db 17a sorozatú mozdonyt. Ezeket 302-311 pályaszámokkal látta el. A mozdony a 16a mintájára készült, a hátsó csatolt tengely nem az állókazán mögé, hanem alá került. A mozdony csakúgy mint a 17b, 17c és 17d külsőkeretes, Hall forgattyús, Stephenson vezérlésű, vaakumfékes volt és ezért abban az időben már elavultnak tekintették. A 17a sorozatú mozdony sík pályán 115 km/ó, 150 t súlyú vonattal 80 km/ó sebességet ért el.  Elsősorban a Bécs–Trieszt vonal menetrend szerinti gyorsvonatait továbbította, majd amikor ott a 17b, 17c és 17d sorozatok átvették a helyét, áthelyezték (Nagy)Kanizsára, ahol a Budapest-Pozsony és a (Nagy)Kanizsa-Sopron-Bécs szakasz gyorsvonatait továbbította, valamint előfogatolt Bozen és Lienz között.
1924 után két mozdony Magyarországra került, nyolc pedig Jugoszláviába.
A Kassa-Oderbergi Vasút-nak (KsOd) szintén fejleszteni kellett gyorsvonati mozdonyparkját, ezért a Florisdorfi Mozdonygyártól 1884 és 1891 között tíz mozdonyt rendelt a Déli Vasútnál már bevált típusból. A KsOd a pályaszámrendszerében az I. osztályba sorolta és a 31-40 pályaszámokat adta nekik. A KsOd-nál ezek voltak az első igazi gyorsvonati mozdonyok. 1924-ben, miután a trianoni békediktátum a Csehszlovák Államvasutaknak (ČSD) juttatta őket, a ČSD átszámozta és a ČSD 253.1 sorozatba osztotta a mozdonyokat.

### A DV (SB) 17b és 17c sorozat

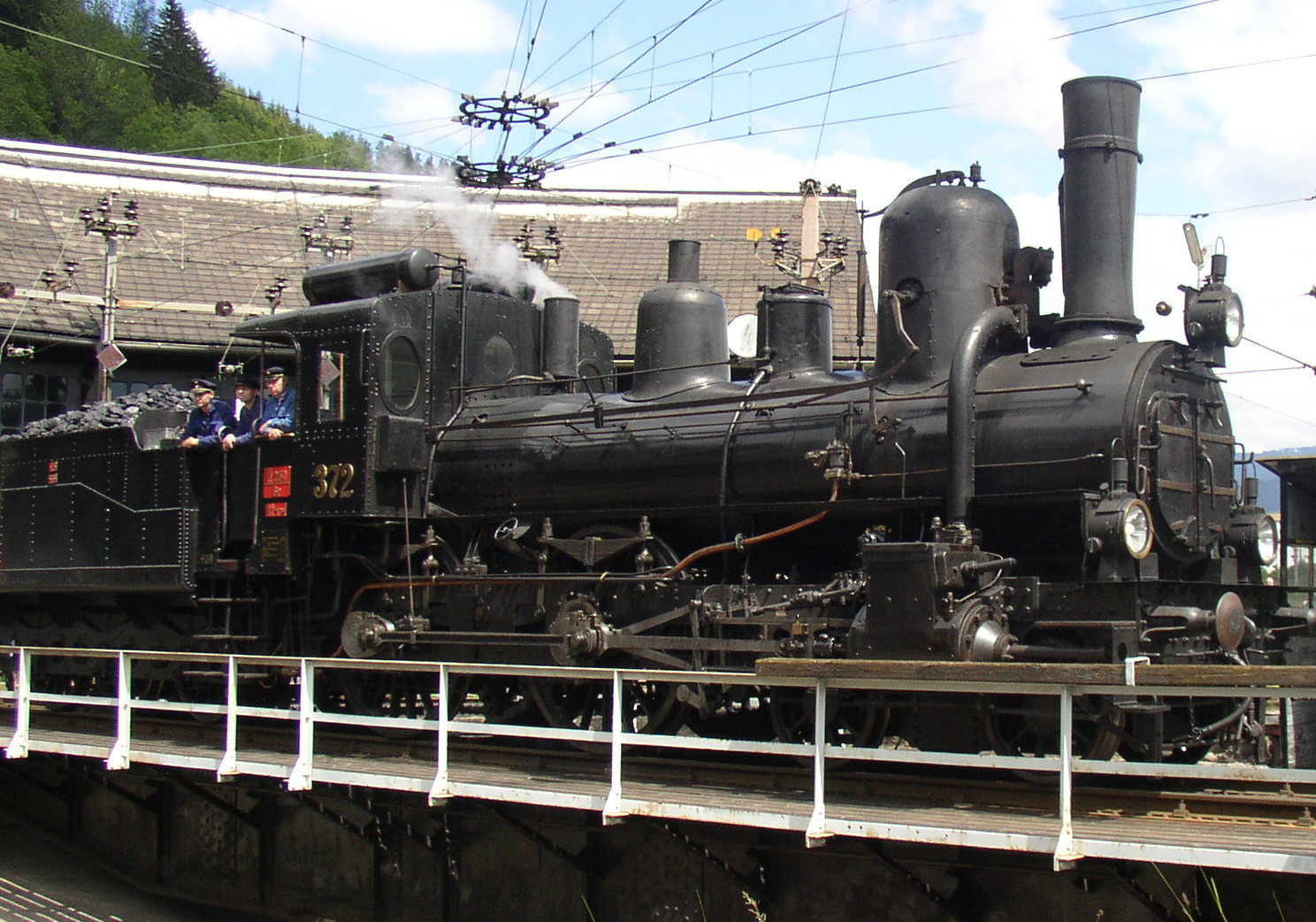
A DV/SB 17c sorozatú, 372 pályaszámű mozdonya a mürzzuschlagi pályaudvaron

A 17b és 17c sorozatok a 17a sorozat erősebb változatai volta. A Florisdorfi Mozdonygyár 1884-ben összességében 14 db-ot épített a 17b sorozatú mozdonyból és a 312-325 pályaszámokat adta nekik. 1890-ben további öt db-ot épített, a 328-332 pályaszámúakat. A 326, 327 pályaszámokat további változatnak adták, amely a 17c sorozatjelet kapta.
Ebből a sorozatból 1901-ig 62 db épült. Ez lett a rendszeresített menetrendszerű mozdony a Déli Vasútnál. Ezek a mozdonyok a 372-431  pályaszámokat kapták. A florisdorfin kívül még a bécsújhelyi és a budapesti mozdpnygyár is építette ezeket a mozdonyokat. A mozdonyok Bécs, Marburg, Trieszt és (Nagy)Kanizsa honállomásokon állomásoztak.
1924-ben, a trianonni békediktátum után, a 17b sorozatból hat db Olaszországba került, mint FS 542 sorozat. A megmaradt példányok BBÖ 103 sorozatba kerültek.
A 17c prototípusok a BBÖ 403 sorozatba, a 17c sorozatból Ausztriába a BBÖ 503.01-23, a Szer-Horvát-Szlovén Királyság (később Jugoszláv Királyság)-ba SHS/JDŽ 103 sorozatba és Magyarországon pedig a DSA/MÁV 226.001-021 sorozatba kerültek. Egy MÁV mozdony 1945 után a JDŽ-hez, egy rövid időre a ČSD-hez került. Hét BBÖ mozdonyt 1924-1927 között a Graz-Köflacher Eisenbahn (GKB) megvásárolt, ott a poályaszámokat 372, 398–400, 403, 406, 409 és 415-re változtatták.
A BBÖ a mozdonyait 1930-tól selejtezte, a MÁV egy pár mozdonya 1950-ig volt használatban.

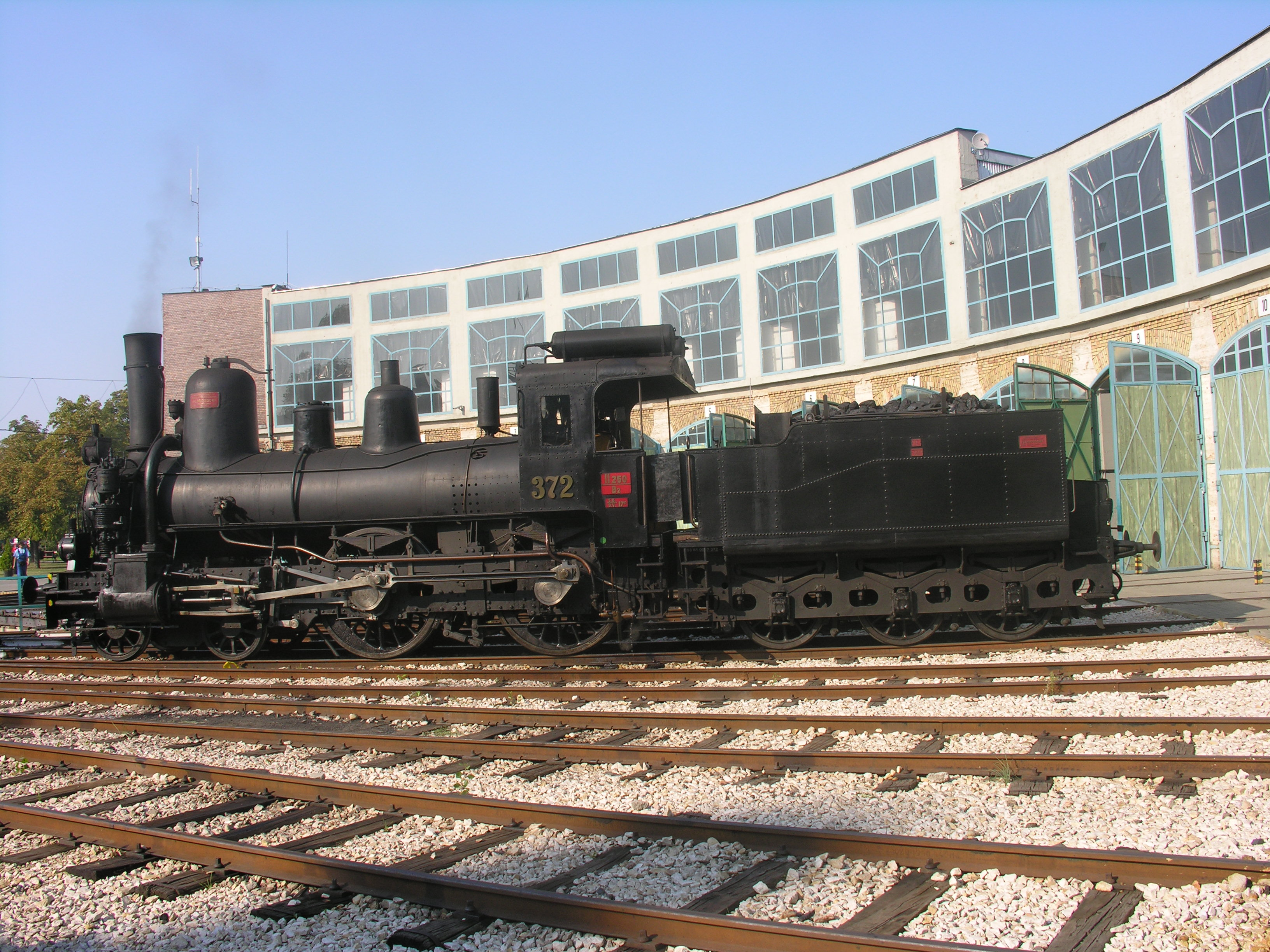
Az DV/SB 17c sorozatú, 372 pályaszámó mozdony a Budapesti Vasúti Parkban

### A sorozat megőrzött mozdonyai
| Pályaszám | Gyártási év | Állapot   | Tulajdonos/Állomáshely                                |
| --------- | ----------- | --------- | ----------------------------------------------------- |
| 17c 372   | 1891        | üzemképes | Ausztria / Vasútmúzeum Strasshof                      |
| 17c 406   | 1896        | szobor    | Szlovén Vasúti Múzeum Ljubljana                       |
| 17c 415   | 1897        | szobor    | B&B Gözmozdonyüzemeltető Társaság m.b.H. / St. Pölten |

### A DV (SB) 17d sorozat

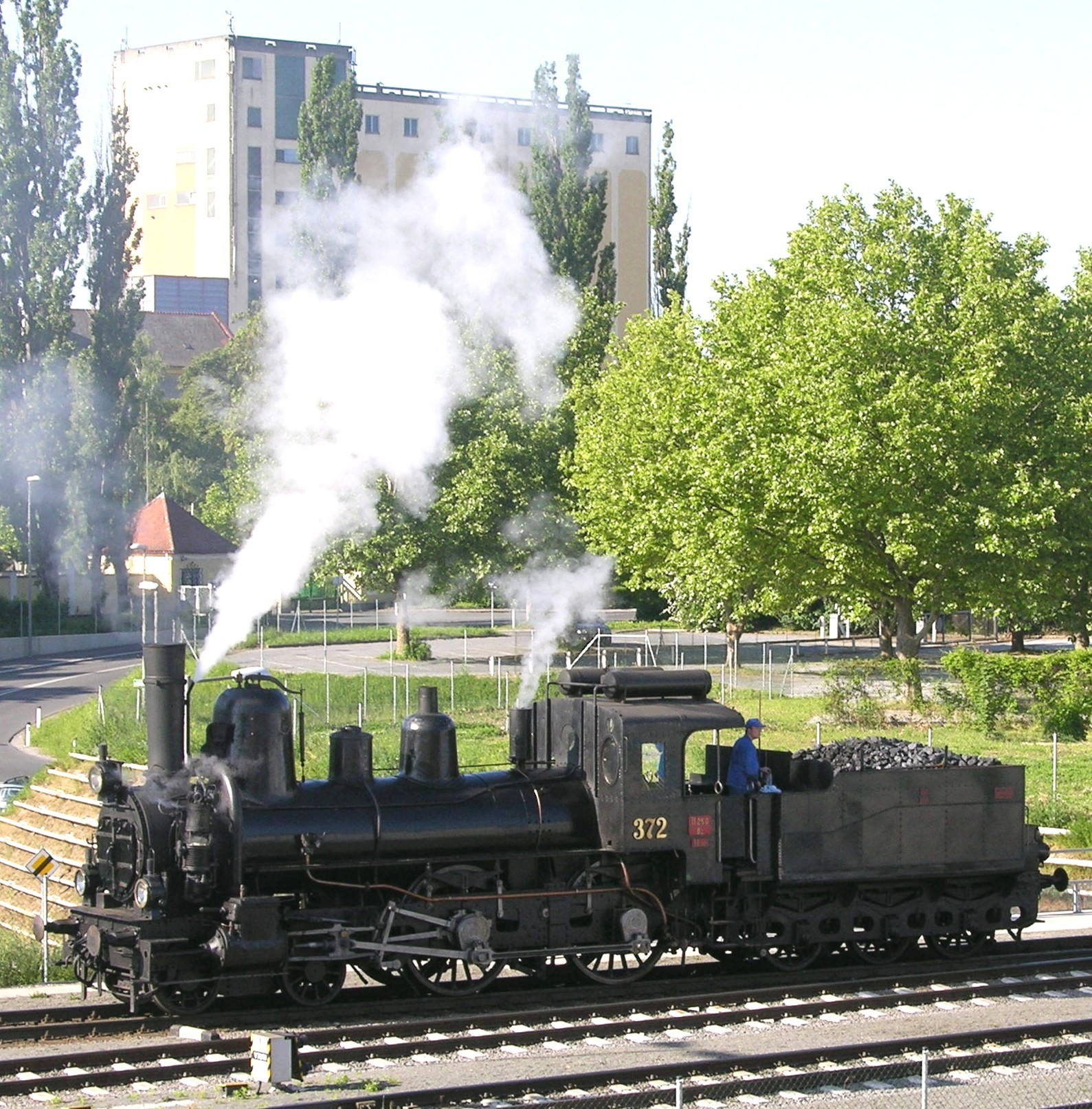
A Déli Vasút 17c sorozatú 372 pályaszámú mozdonya napjainkban

A 17b és 17c sorozat építése közben a Florisdorfi Mozdonygyárban épült négy lényegesen erősebb példány, ami a 17d sorozatjelet kapta. Közülük 1888-ban egy db, 1890-ben három db épült, melyek a Déli Vasútnál a 351-354 pályaszámokat kapták. Mind a négy mozdony Bécs honállomású volt.
1924 után valamennyi mozdony Ausztriában maradt, pályaszámuk  BBÖ 603.01-04 lett, és 1930-ig voltak használatban.

### Fordítás

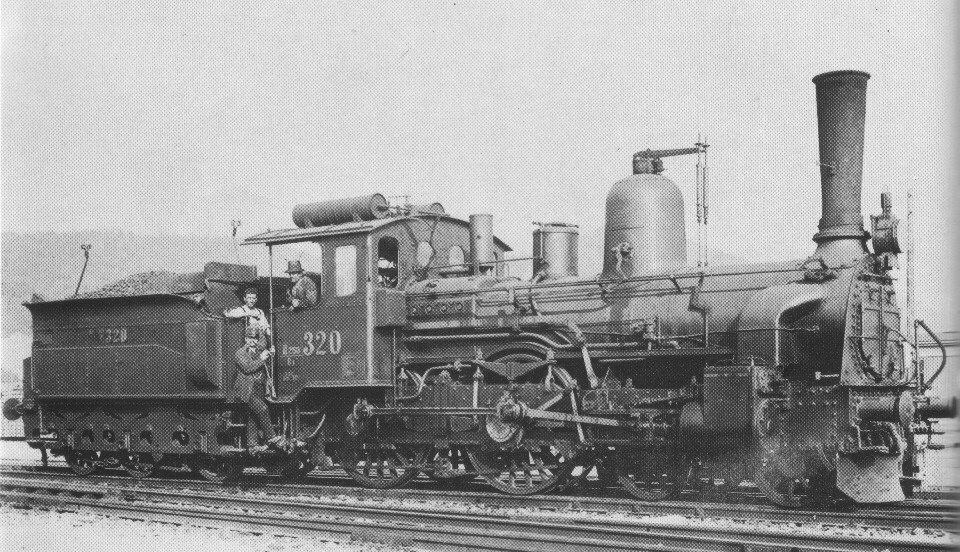
A DV/SB 17b sorozatú No. 320 mozdonya

Ez a szócikk részben vagy egészben  a   SB 17a,b,c,d című német Wikipédia-szócikk fordításán alapul.  Az eredeti cikk szerkesztőit annak laptörténete sorolja fel. Ez a jelzés csupán a megfogalmazás eredetét és a szerzői jogokat jelzi, nem szolgál a cikkben szereplő információk forrásmegjelöléseként.